# Rothschildia satyrus
Rothschildia satyrus är en fjärilsart som beskrevs av Felder 1874. Rothschildia satyrus ingår i släktet Rothschildia och familjen påfågelsspinnare. Inga underarter finns listade.